# Glypholomatinae
Glypholomatinae (лат.) — подсемейство жуков-стафилинид (Staphylinidae).

## Описание
Тело мелкое (2—3 мм), овальное и широкое (ширина 1,0—1,5 мм), надкрылья почти полностью покрывают брюшко. Усики булавовидные.

## Палеонтология
В ископаемом виде подсемейство известно из юрских отложений Китая и Австралии.

## Систематика
В 2020 году в результате молекулярно-филогенетических исследований митохондриальных геномов выявлено, что подсемейство Glypholomatinae должно быть включено в состав Omaliinae (вместе с Empelinae и Microsilphinae).
2 рода. Род Glypholoma ранее рассматривался в группе жуков семейства Мертвоеды, а в 1975 году перенесен в семейство Стафилиниды (первоначально в подсемейство Omaliinae; Newton, 1975). Род известен из Южного полушария (Австралия, Аргентина, Чили).
- Glypholoma Jeannel, 1962 (=Lathrimaeodes Scheerpeltz, 1972 [syn. Newton (1975: 54)])
  - Виды: G. chepuense — G. germaini — G. pecki — G. pustuliferum — G. rotundulum — G. temporale — G. tenuicorne
- Proglypholoma Thayer, 1997
  - Вид: Proglypholoma aenigma Thayer, 1997